# Curzio Troiano Navò
Curzio Troiano Navò (Francia, XVI secolo – Venezia, XVI secolo) è stato un editore italiano.

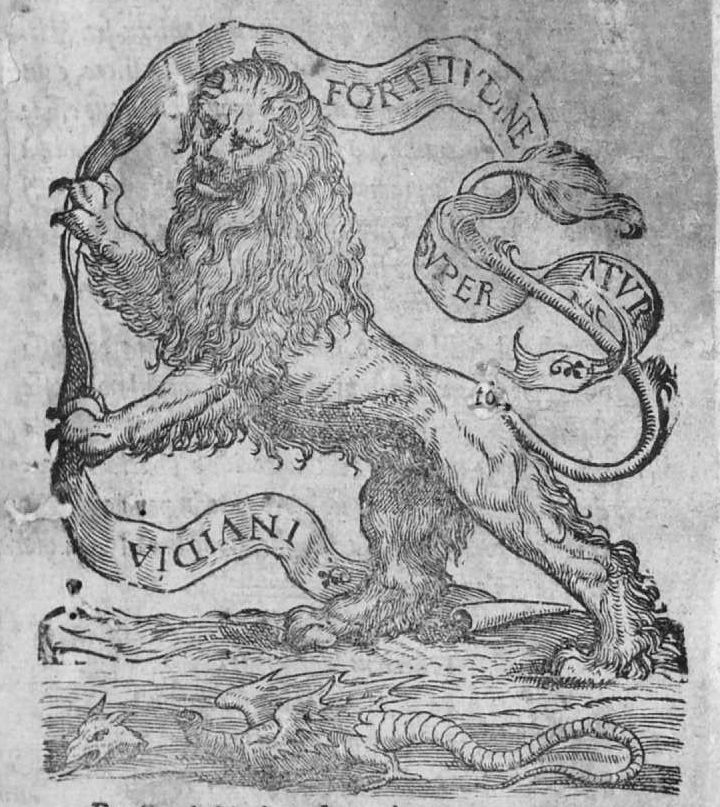
Marca tipografica di Navò

Editore attivo a Venezia, pubblicò nel 1540 le Rime di Francesco Berni.

Marche tipografiche di Curzio Troiano Navò
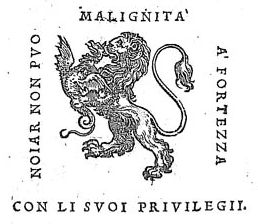
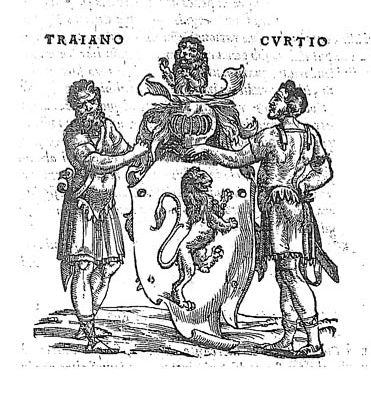